# Музыка Chrono Trigger
Chrono Trigger (яп. クロノ・トリガー Куроно Торига) — японская ролевая игра, разработанная и изданная компанией Square Co. и вышедшая на приставке Super Nintendo Entertainment System. Chrono Trigger была выпущена в Японии 11 марта 1995 года, в США — 22 августа 1995 года; является частью серии Chrono. Музыку для игры написал, в основном, Ясунори Мицуда, хотя несколько песен создал Нобуо Уэмацу, композитор серии игр Final Fantasy. Впоследствии Square Co. выпустила несколько связанных официальных альбомов: в 1995 году вышла пластинка с музыкой из игры (в 2004 он был переиздан); в 1999 году DigiCube опубликовала диск с лучшими хитами саундтрека Chrono Trigger.

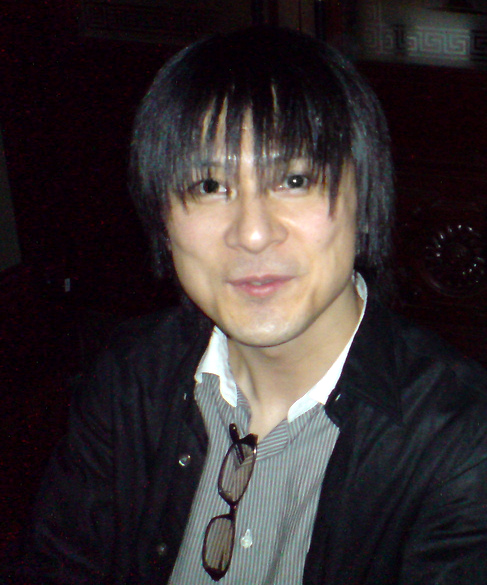
Композитор Ясунори Мицуда на концерте 2007 года

Саундтрек, написанный для Chrono Trigger, был признан одним из лучших среди когда-либо созданных, поэтому соответствующий альбом получил высокие оценки. Другие релизы получили неоднозначную критику: рецензенты высказывали как положительные, так и отрицательные комментарии. Песни из саундтрека были сыграны на различных выступлениях, например аранжировки, сделанные лично Мицудой, исполнялись на серии концертов Play! A Video Game Symphony.

## Создание и разработка
Саундтрек Chrono Trigger был создан, в основном, композитором Ясунори Мицудой; некоторые песни написал Нобуо Уэмацу, известный по серии игр Final Fantasy. Мицуда, работавший в то время программистом синтезированных звуков, был недоволен уровнем своей заработной платы и решил уйти из компании, если ему не разрешат писать музыку для игр. Хиронобу Сакагути, разработчик Final Fantasy и один из трёх дизайнеров Chrono Trigger, предложил Мицуде заняться созданием саундтрека к игре, заметив, что тогда «его зарплата могла бы повыситься». Мицуда ответил, что «всегда хотел создавать музыку, которая бы не вписывалась в заранее определённые жанровые рамки. <…> Музыку воображаемого мира». «Директор игры, Масато Като, — мой близкий друг, и я всегда могу поговорить с ним о сюжете игры прежде, чем приступить к написанию саундтрека», — добавил он. В одном из интервью Мицуда объяснил, что столкнулся с определёнными трудностями: он несколько раз начинал свою работу с нуля; ему потребовалось полтора месяца, чтобы понять, какую музыку нужно написать для Chrono Trigger.
Несколько ночей Мицуда спал прямо в студии, но за это время придумал такие композиции, как «To Far Away Times». Впоследствии композитор заметил, что идея этой песни зародилась у него задолго до начала работы над Chrono Trigger; он посвятил её человеку, «с которым хотел бы прожить всю жизнь». Мицуда старался добавить лейтмотив главной темы игры, чтобы все песни имели что-то общее. Во время работы его жёсткий диск сломался, и было потеряно более сорока звуковых дорожек. После того, как у Ясунори Мицуды обнаружилась язва, Нобуо Уэмацу, написавший музыку для игр серии Final Fantasy, занял его место и создал десять песен, завершив работу над саундтреком. Мицуда вернулся в проект прямо перед его закрытием; заключительная сцена игры заставила его прослезиться. Композитор считает Chrono Trigger важным для себя проектом, позволившим ему развить свой талант. Количество звуковых дорожек и эффектов во время выпуска игры было беспрецедентным — саундтрек занял три диска.

## Альбомы

### Chrono Trigger Original Sound Version
Chrono Trigger Original Sound Version (яп. クロノ・トリガー オリジナル・サウンド・ヴァージョン) — альбом, содержащий оригинальный саундтрек к игре Chrono Trigger, спродюсированный Ясунори Мицудой и Мицунобу Накамурой. Данный релиз состоит из трёх дисков и 64 звуковых дорожек общей длительностью 2 часа 39 минут 52 секунды. Он был издан компанией NTT Publishing 25 марта 1995 года, а затем переиздан 1 октября 2004 года.
Большинство звуковых дорожек были созданы Ясунори Мицудой, но десять песен написал Нобуо Уэмацу, так как у Мицуды обнаружилась язва. Норико Мацуэда работала над одной композицией — «Boss Battle 1», которая была аранжирована Уэмацу. Мелодии саундтрека, по словам рецензентов, навевают самые разные эмоции: некоторые «простые, согревающие сердце» (как, например, песня «Spekkio»), другие — «печальные» (как «At The Bottom of Night»), третьи — «более мрачные» (например, «Ocean Palace»).
Обозреватели положительно отзывались о выпущенном альбоме. Так, рецензент RPGFan говорит, что диск «оправдывает свою стоимость», заметив, что многие песни очень запоминающиеся и всегда «подходят под настроение игры». Обозреватель IGN также высказывает положительные отзывы о музыке в игре:

…Chrono Trigger также приковывает к себе внимание игрока благодаря одному из лучших саундтреков к игре среди когда-либо созданных. Нобуо Уэмацу, работавший над Final Fantasy, представил нам несколько отличных звуковых дорожек, а дебютировавшему Ясунори Мицуде удалось написать одни из самых запоминающихся мелодий за всю историю RPG.— Дэйв Здирко, обозреватель IGN
Саундтрек получил титул «Лучшая музыка к игре на картридже» на конкурсе Electronic Gaming Monthly в 1995 году.
Треклист
Вся музыка написана Ясунори Мицудой, если не указано другое.
| №                   | Название | Музыка                                     | Длительность |
| ------------------- | --- | ------------------------------------------ | ------------ |
| 1.                  | «Предчувствие» (англ. A Premonition, яп. 予感)                                                                |                                            | 0:34         |
| 2.                  | «Смещение времени» (англ. Chrono Trigger, яп. クロノ・トリガー)                                               |                                            | 2:01         |
| 3.                  | «Утренний зной» (англ. Morning Glow, яп. 朝の日ざし)                                                          |                                            | 0:58         |
| 4.                  | «Мирные дни» (англ. Peaceful Days, яп. やすらぎの日々)                                                        |                                            | 2:48         |
| 5.                  | «Яркие воспоминания» (англ. Green Memories, яп. みどりの思い出)                                               |                                            | 3:51         |
| 6.                  | «Ярмарка тысячелетия в Гардии» (англ. Guardia's Millennial Fair, яп. ガルディア王国千年祭)                    |                                            | 3:17         |
| 7.                  | «Песня Гато» (англ. Gato's Song, яп. ゴンザレスのお歌)                                                        |                                            | 0:42         |
| 8.                  | «Странные происшествия» (англ. Strange Occurrences, яп. 不思議な出来事)                                       |                                            | 1:43         |
| 9.                  | «Тоска ветра» (англ. Yearnings of the Wind, яп. 風の憧憬)                                                     |                                            | 3:22         |
| 10.                 | «Спокойной ночи» (англ. Good Night, яп. おやすみ)                                                             |                                            | 0:08         |
| 11.                 | «Тайна леса» (англ. Secret of the Forest, яп. 樹海の神秘)                                                     |                                            | 4:46         |
| 12.                 | «Битва» (англ. Battle, яп. 戦い)                                                                              |                                            | 2:29         |
| 13.                 | «Замок Гардии ~ Гордость и слава ~» (англ. Guardia Castle ~ Pride & Glory ~, яп. ガルディア城 ～勇気と誇り～) |                                            | 3:28         |
| 14.                 | «Ха?!» (англ. Huh!?, яп. んっ！？)                                                                            |                                            | 0:05         |
| 15.                 | «Собор» (англ. The Cathedral, яп. マノリア修道院)                                                             |                                            | 1:13         |
| 16.                 | «Молитва для странника» (англ. A Prayer for the Wayfarer, яп. 道行くものへ 祈りを・・・)                      |                                            | 0:11         |
| 17.                 | «Свет тишины» (англ. Light of Silence, яп. 沈黙の光)                                                          | Нобуо Уэмацу                               | 2:23         |
| 18.                 | «Битва с боссом» (англ. Boss Battle 1, яп. ボス・バトル１)                                                    | Норико Мацуэда, Нобуо Уэмацу (аранжировка) | 1:58         |
| 19.                 | «Тема Фрога» (англ. Frog's Theme, яп. カエルのテーマ)                                                         |                                            | 1:49         |
| 20.                 | «Фанфары 1» (англ. Fanfare 1, яп. ファンファーレ１)                                                           |                                            | 1:16         |
| 21.                 | «Испытание» (англ. The Trial, яп. 王国裁判)                                                                   |                                            | 3:44         |
| 22.                 | «Сокрытая истина» (англ. The Hidden Truth, яп. 隠された事実)                                                  |                                            | 0:59         |
| 23.                 | «Критический момент» (англ. Critical Moment, яп. 危機一髪)                                                    |                                            | 2:39         |
| Общая длительность: | Общая длительность:                                                                                           | Общая длительность:                        | 46:33        |

| №                   | Название                                                                                            | Музыка              | Длительность |
| ------------------- | --------------------------------------------------------------------------------------------------- | ------------------- | ------------ |
| 1.                  | «Опустошённый мир» (англ. A Desolate World, яп. 荒れ果てた世界)                                     |                     | 3:24         |
| 2.                  | «Тайна из прошлого» (англ. Mystery from the Past, яп. 過去の謎)                                     | Нобуо Уэмацу        | 0:07         |
| 3.                  | «Зона 16» (англ. Site 16, яп. 16号廃墟)                                                             |                     | 1:34         |
| 4.                  | «Те, у которых нет воли к жизни» (англ. Those Without the Will to Live, яп. 生きる望みをすてた人々) | Нобуо Уэмацу        | 3:07         |
| 5.                  | «Тема Лавоса» (англ. Lavos’s Theme, яп. ラヴォスのテーマ)                                           |                     | 5:10         |
| 6.                  | «Последний день мира» (англ. The Last Day of the World, яп. 世界最期の日)                           |                     | 1:25         |
| 7.                  | «Джонни из команды роботов» (англ. Johnny of the Robo Gang, яп. 暴走ロボ軍団ジョニー)               |                     | 2:21         |
| 8.                  | «Погоня на мотоцикле» (англ. Bike Chase, яп. バイクチェイス)                                        | Нобуо Уэмацу        | 1:35         |
| 9.                  | «Тема Робо» (англ. Robo's Theme, яп. ロボのテーマ)                                                  |                     | 1:32         |
| 10.                 | «Заброшенный завод» (англ. Derelict Factory, яп. 工場跡)                                            |                     | 3:09         |
| 11.                 | «Битва 2 (неизданный трек)» (англ. Battle 2 (unreleased track), яп. 戦い2)                          |                     | 2:10         |
| 12.                 | «Фанфары 2» (англ. Fanfare 2, яп. ファンファーレ２)                                                 |                     | 0:07         |
| 13.                 | «В конце времён» (англ. At the End of Time, яп. 時の最果て)                                         |                     | 2:31         |
| 14.                 | «Весёлый старый Спеккио» (англ. Jolly Ol' Spekkio, яп. 愉快なスペッキオ)                            |                     | 2:48         |
| 15.                 | «Фанфары 3» (англ. Fanfare 3, яп. ファンファーレ３)                                                 |                     | 0:05         |
| 16.                 | «Крадясь по канализации» (англ. Creeping through the Sewers, яп. 地下水道)                          | Нобуо Уэмацу        | 2:24         |
| 17.                 | «Битва с боссом 2» (англ. Boss Battle 2, яп. ボス・バトル２)                                        |                     | 2:41         |
| 18.                 | «Доисторическая гора» (англ. Primeval Mountain, яп. 原始の山)                                       | Нобуо Уэмацу        | 3:07         |
| 19.                 | «Тема Эйлы» (англ. Ayla's Theme, яп. エイラのテーマ)                                                |                     | 1:24         |
| 20.                 | «Ритм земли, ветра и неба» (англ. Rhythm of Earth, Wind, and Sky, яп. 風と空と大地のリズム)         |                     | 1:51         |
| 21.                 | «Гори! Бобонга! Гори!» (англ. Burn! Bobonga! Burn!, яп. 燃えよ！ボボンガ！)                         | Нобуо Уэмацу        | 2:12         |
| 22.                 | «Паства повелителя демонов» (англ. The Fiendlord's Keep, яп. 魔王城)                                |                     | 0:29         |
| 23.                 | «Признаки безумия» (англ. Strains of Insanity, яп. 錯乱の旋律)                                      |                     | 1:40         |
| 24.                 | «Битва с Магусом» (англ. Magus Confronted, яп. 魔王決戦)                                            |                     | 3:30         |
| Общая длительность: | Общая длительность:                                                                                 | Общая длительность: | 50:33        |

| №                   | Название | Музыка              | Длительность |
| ------------------- | --- | ------------------- | ------------ |
| 1.                  | «Поющая гора (неизданный трек)» (англ. Singing Mountain (unreleased track), яп. 歌う山)                      |                     | 3:05         |
| 2.                  | «Замок Тирано» (англ. Tyran Castle, яп. ティラン城)                                                          | Нобуо Уэмацу        | 3:49         |
| 3.                  | «На дне ночи» (англ. At the Bottom of Night, яп. 夜の底にて)                                                 |                     | 2:31         |
| 4.                  | «Коридор времени» (англ. Corridor of Time, яп. 時の回廊)                                                     |                     | 3:01         |
| 5.                  | «Дворец Зиля» (англ. Zeal Palace, яп. ジール宮殿)                                                            |                     | 3:57         |
| 6.                  | «Тема Шалы» (англ. Schala's Theme, яп. サラのテーマ)                                                         |                     | 2:48         |
| 7.                  | «Запечатанные врата» (англ. Sealed Gate, яп. 封印の扉)                                                       | Нобуо Уэмацу        | 2:47         |
| 8.                  | «Океанский дворец» (англ. Ocean Palace, яп. 海底神殿)                                                        |                     | 3:23         |
| 9.                  | «Хроно и Марл ~ Давнее обещание ~» (англ. Chrono & Marle ~ A Far Promise ~, яп. クロノとマール ～遠い約束～) |                     | 1:56         |
| 10.                 | «Эпоха ~ Крылья времени ~» (англ. The Epoch ~ Wings of Time ~, яп. シルバード ～時を渡る翼～)                |                     | 3:23         |
| 11.                 | «Чёрное знамение» (англ. Black Omen, яп. 黒の夢)                                                             |                     | 3:04         |
| 12.                 | «Решимость» (англ. Determination, яп. 決意)                                                                  |                     | 0:56         |
| 13.                 | «Мировая революция» (англ. World Revolution, яп. 世界変革の時)                                               |                     | 3:48         |
| 14.                 | «Последняя битва» (англ. The Final Battle, яп. ラストバトル)                                                 |                     | 4:07         |
| 15.                 | «Фестиваль звёзд» (англ. Festival of Stars, яп. 星の祝祭)                                                    |                     | 2:44         |
| 16.                 | «Эпилог ~ Моим дорогим друзьям ~» (англ. Epilogue ~ To My Dear Friends ~, яп. エピローグ ～親しき仲間へ～)   |                     | 2:34         |
| 17.                 | «Отдалённые уголки времени» (англ. Outskirts of Time, яп. 遥かなる時の彼方へ)                                |                     | 5:46         |
| Общая длительность: | Общая длительность:                                                                                          | Общая длительность: | 53:46        |

### Chrono Trigger Arranged Version: The Brink of Time

Обложка альбома Chrono Trigger Arranged Version: The Brink of Time

Chrono Trigger Arranged Version: The Brink of Time (яп. クロノ・トリガー ザ・ブリンク・オブ・タイム) — альбом, содержащий аранжированную версию саундтрека к Chrono Trigger, написанному Ясунори Мицудой, в жанре эйсид-джаз. Композиции с данного альбома аранжировали и исполнили Хироси Хата (англ. Hiroshi Hata), Хиденобу Уцуки (англ. Hidenobu Ootsuki), Гизэмон де Фурута (англ. Gizaemon de Furuta). Альбом включает в себя один диск длительностью 52 минуты 47 секунд. Он был выпущен NTT Publishing 25 июня 1995 года, а затем переиздан 1 октября 2004 года.
The Brink of Time появился потому, что Мицуда хотел создать нечто такое, что до него никто не делал; композитор отметил, что жанр эйсид-джаз является нетипичным для японской музыки. Это был первый альбом для Мицуды, в котором он работал с живой записью. На обложке альбома изображена яичница на тарелке, рядом с которой лежит нож и вилка, а также стоит стакан сока; пришлось зажарить несколько яиц, чтобы дизайнеры смогли правильно воспроизвести их форму. В буклете изображён петух, которого специально принесли в студию для съёмок. Впоследствии Мицуда говорил, что навыки аранжировки Уцуки произвели на него сильное впечатление и оказали большое влияние на его дальнейшие работы, в частности, на саундтрек к игре Front Mission: Gun Hazard.
Альбом вызвал неоднозначную реакцию среди критиков. Рецензент RPGFan, называя его в целом «неплохим», говорит, что некоторые песни, такие как «Zeal Palace» и «Warlock Battle», оказались «совершенно ужасными» из-за «разочаровывающе плохого» звучания электрогитар. Обозреватель добавил также, что чрезмерное использование гитар является самым плохим моментом альбома. Рецензент Square Enix Music Online охарактеризовал пластинку иначе. Ему понравилось звучание гитар в песнях; по его мнению, альбом имеет «уровень и класс, а также вызывает определённое ощущение новизны». Однако в целом он заметил, что не смог «прочувствовать» мелодии, а также то, что записанные композиции «на любителя»: слушателю «либо очень понравятся, либо совершенно не понравятся аранжировки».
Треклист:
| №   | Название                                                                                 | Длительность |
| --- | ---------------------------------------------------------------------------------------- | ------------ |
| 1.  | «Смещение времени» (англ. Chrono Trigger, яп. クロノ・トリガー)                          | 6:13         |
| 2.  | «Тайна леса» (англ. Secret of Forest, яп. 樹海の神秘)                                    | 6:10         |
| 3.  | «Дворец Зиля» (англ. Zeal Palace, яп. ジール宮殿)                                        | 4:46         |
| 4.  | «Сражение с боевым магом» (англ. Warlock Battle, яп. 魔王決戦)                           | 3:46         |
| 5.  | «Коридор времени» (англ. Chrono Corridor, яп. 時の回廊)                                  | 7:15         |
| 6.  | «Подводный дворец» (англ. Undersea Palace, яп. 海底神殿)                                 | 4:09         |
| 7.  | «Мировая революция» (англ. World Revolution, яп. 世界変革の時 ~ラストバトル)             | 6:03         |
| 8.  | «Временная грань» (англ. The Brink of Time, яп. 時の最果て)                              | 2:45         |
| 9.  | «Ярмарка тысячелетия в Гардии» (англ. Guardia Millennial Fair, яп. ガルディア王国千年祭) | 6:28         |
| 10. | «Отдалённые уголки времени» (англ. Outskirts of Time, яп. 遥かなる時の彼方へ)            | 5:08         |

### Chrono Trigger Original Soundtrack

Обложка альбома Chrono Trigger Original Soundtrack

Chrono Trigger Original Soundtrack (яп. クロノ・トリガー オリジナル・サウンドトラック), также называемый «Chrono Trigger '99» или «Chrono Trigger PSX OST» — это альбом, содержащий лучшие композиции; на нём содержится 21 песня с Chrono Trigger Original Sound Version, а также 9 аранжированных мелодий из саундтрека к портированной на PlayStation версии Chrono Trigger. Эти треки взяты из видеороликов, добавленных к игре, а Цюёси Сэкито создал ещё четыре песни для секции бонусов. Альбом был издан компанией DigiCube 18 декабря 1999 года, что совпало со временем выхода портированной версии Trigger; впоследствии Chrono Trigger Original Soundtrack был переиздан Square Enix 23 февраля 2005 года. Длительность альбома составляет 1 час 14 минут 12 секунд (30 звуковых дорожек).
Компания Tokyopop издала альбом в Северной Америке под названием Chrono Trigger Official Soundtrack: Music From Final Fantasy Chronicles 21 августа 2001 года — в это же время состоялся выпуск сборника Final Fantasy Chronicles, включающего в себя Final Fantasy IV и Chrono Trigger. Диск содержит 25 треков, 21 которых совпадают с альбомом Chrono Trigger Original Soundtrack, три взяты с того же альбома, но в другом порядке, а последний — взят из Brink of Time. Североамериканская версия имеет длительность 1 час 13 минут 3 секунды.
Original Soundtrack получил неоднозначную критику. Обозреватель RPGFan назвал альбом «прекрасным музыкальным сборником» в основном из-за добавленных аранжированных песен. Также критик сайта пишет, что североамериканская версия альбома из-за своего урезанного треклиста не представляет особенного интереса. Обозреватель Square Enux Music Online остался недоволен альбомом, сказав, что если Original Sound Version действительно содержал «лучшие» композиции из саундтрека, то их аранжированные версии оказались «либо слишком короткими, либо слишком похожими на оригинал, либо слишком безжизненными».
Треклист:
| №   | Название | Длительность |
| --- | --- | ------------ |
| 1.  | «Предчувствие» (англ. A Premonition, яп. 予感) | 0:36         |
| 2.  | «Смещение времени» (англ. Chrono Trigger, яп. クロノ・トリガー) | 2:33         |
| 3.  | «Мирные дни» (англ. Peaceful Days, яп. やすらぎの日々) | 2:45         |
| 4.  | «Ярмарка тысячелетия в Гардии» (англ. Guardia's Millennial Fair, яп. ガルディア王国千年祭) | 3:18         |
| 5.  | «Дикий пейзаж» (англ. Wild Scene, яп. 風の情景) | 3:21         |
| 6.  | «Тайна леса» (англ. Mystery of the Forest, яп. 樹海の神秘) | 4:47         |
| 7.  | «Тема Лягушки» (англ. Frog's Theme, яп. カエルのテーマ) | 1:17         |
| 8.  | «Испытание в королевстве» (англ. The Kingdom Trial, яп. 王国裁判) | 3:45         |
| 9.  | «Тема Лавоса» (англ. Lavos' Theme, яп. ラヴォスのテーマ) | 5:10         |
| 10. | «Джонни из команды роботов» (англ. Johnny of the Robo Gang, яп. 暴走ロボ軍団ジョニー) | 1:43         |
| 11. | «Тема Робо» (англ. Robo's Theme, яп. ロボのテーマ) | 1:31         |
| 12. | «Временная грань» (англ. The Brink of Time, яп. 時の最果て) | 2:32         |
| 13. | «Весёлый старый Спеккио» (англ. Jolly Ol' Spekkio, яп. 愉快なスペッキオ) | 2:47         |
| 14. | «Битва с Магусом» (англ. Magus Confronted, яп. 魔王決戦) | 2:44         |
| 15. | «Коридоры времени» (англ. Corridors of Time, яп. 時の回廊) | 3:02         |
| 16. | «Дворец Зиля» (англ. Zeal Palace, яп. ジール宮殿) | 3:58         |
| 17. | «Тема Шалы» (англ. Schala's Theme, яп. サラのテーマ) | 2:44         |
| 18. | «Океанский дворец» (англ. Ocean Palace, яп. 海底神殿) | 3:20         |
| 19. | «Мировая революция» (англ. World Revolution, яп. 世界変革の時 ~ラストバトル) | 3:52         |
| 20. | «Эпилог ~ Моим дорогим друзьям ~» (англ. Epilogue ~ To My Dear Friends ~, яп. エピローグ ～親しき仲間へ～) | 2:26         |
| 21. | «В далёкие времена» (англ. To Far Away Times, яп. 遥かなる時の彼方へ) | 4:15         |
| 22. | «Хроно и Марл (аранжированная версия 1)» (англ. Chrono and Marle (Arrange Version 1), яп. クロノとマール ~遠い約束~) | 0:38         |
| 23. | «Смещение времени (аранжированная версия 1)» (англ. Chrono Trigger (Arrange Version 1), яп. クロノ・トリガー) | 2:03         |
| 24. | «Тема Эйлы (аранжированная версия)» (англ. Ayla's Theme (Arrange Version), яп. エイラのテーマ) | 1:31         |
| 25. | «Тема Лягушки (аранжированная версия)» (англ. Frog's Theme (Arrange Version), яп. カエルのテーマ) | 2:00         |
| 26. | «Смещение времени (аранжированная версия 2)» (англ. Chrono Trigger (Arrange Version 2), яп. クロノ・トリガー) | 0:35         |
| 27. | «Смещение времени (аранжированная версия 3)» (англ. Chrono Trigger (Arrange Version 3), яп. クロノ・トリガー) | 0:27         |
| 28. | «Тема Шалы (аранжированная версия)» (англ. Schala's Theme (Arrange Version), яп. サラのテーマ) | 1:40         |
| 29. | «Концовка ~ Гори! Бобонга! ~ Тема Фрога ~ В далёкие времена (аранжированная версия)» (англ. Ending ~ Burn! Bobonga! ~ Frog's Theme ~ To Far Away Times (Arrange Version), яп. エンディング~燃えよ！ボボンガ！~カエルのテーマ~遥かなる時の彼方へ) | 1:04         |
| 30. | «Хроно и Марл (аранжированная версия 2)» (англ. Chrono and Marle (Arrange Version 2), яп. クロノとマール ~遠い約束~) | 0:39         |

### Chrono Trigger Orchestra Extra Soundtrack

Обложка альбома Chrono Trigger Orchestra Extra Soundtrack

Chrono Trigger Orchestra Extra Soundtrack (яп. クロノ・トリガー　予約特典サウンドトラック) — альбом, содержащий оркестровые аранжировки композиций из саундтрека Chrono Trigger, созданные Нацуми Камеока. Альбом был опубликован Square Enix 20 ноября 2008 года как эксклюзивный бонус, доступный всем, кто заранее заказал портированную версию Chrono Trigger для Nintendo DS. Диск содержит в себе всего 2 трека: «Chrono Trigger ~Orchestra Version~» и «Chrono Trigger Medley ~Orchestra Version~», причём последний является попурри и состоит из песен «A Premonition», «Guardia’s Millennial Fair», «Yearnings of the Wind», «Frog’s Theme», «Battle with Magus», «Epilogue ~To Dear Friends~» и «To Far Away Times». Ясунори Мицуда отметил, что имел некоторые трудности в выборе композиций для попурри; в итоге он решил взять по треку из каждой игровой эры, а также пару тем персонажей. Обе композиции сыграл оркестр, но в «Chrono Trigger ~Orchestra Version~» превалируют духовые инструменты, а в «Chrono Trigger Medley» — струнные. в буклете альбома также содержалась небольшая записка от композитора Ясунори Мицуды. Общая длительность диска составляет 6 минут 18 секунд.
Обозреватель IGN замечает, что «Chrono Trigger ~Orchestra Version~» сильно напоминает по звучанию 70-е годы, а также добавляет, что эта песня — некое «завещание от Мицуды». «Chrono Trigger Medley ~Orchestra Version~» рецензент называет «романтической» песней с неким «элементом сказочности» в начале композиции, который затем перерастает «в нечто более грандиозное». Обозреватель RPGFan называет новый релиз «очень неплохим» и отмечает, что «Камеока по-настоящему хорош в оркестровых аранжировках». Основным недостатком рецензент называет длительность альбома — ему хотелось бы, чтобы он оказался полноформатным, а не состоящим всего из двух треков.
Треклист:
| №  | Название                                                                                              | Длительность |
| -- | --- | ------------ |
| 1. | «Смещение времени ~ Оркестровая версия ~» (англ. Chrono Trigger ~Orchestra Version~)                  | 2:07         |
| 2. | «Смещение времени (попурри) ~ Оркестровая версия ~» (англ. Chrono Trigger Medley ~Orchestra Version~) | 4:11         |

### To Far Away Times: Chrono Trigger & Chrono Cross Arrangement Album
В июле 2015 года на концерте в Токио Доум, посвящённому двадцатилетию Chrono Trigger, Ясунори Мицуда официально анонсировал альбом с аранжированной музыкой серии Chrono; он получил название To Far Away Times: Chrono Trigger & Chrono Cross Arrangement Album. Релиз состоялся 14 октября 2015 года на лейбле Square Enix Music. В альбоме параллельно рассказываются истории двух героинь серии: принцессы Шалы и её дочери-клона по имени Кид. Шала была неигровым персонажем Chrono Trigger; по сюжету, её отбросило во Тьму вне времён, где девушка начала медленно сливаться с Лавосом, антагонистом игры. В Chrono Cross Шала создаёт Кид, собственного клона, и отправляет её назад во времени, дабы предотвратить катаклизм. В заметках к альбому Ясунори Мицуда охарактеризовал своё творение следующим образом:

Если подумать, я долгое время хотел выпустить подобный альбом. […] Когда состоялся релиз Chrono Cross, я задавал себе вопрос: «Что же случилось с Кид и Шалой в дальнейшем? Смогла ли она перенестись во времени и встретиться с Сержем?». Уверен, что игроки также думали об этом. Персонажи, каждый со своей уникальной историей, — это то, что делает серию Chrono особенной. Кид и Шала, однако, были особыми героинями в обеих играх; особенными они были и для меня. Потому долгое время я хотел раскрыть их с музыкальной точки зрения. […] Этот альбом […] стал для меня завершением. Однако история Кид не заканчивается здесь: оно выходит за границы времени и длится вечно. До новых встреч, Кид.— Ясунори Мицуда
Альбом получил положительные отзывы критиков. Обозреватель RPGFan пишет, что композиция «Time’s Scar», которой композитор придал звучание в стиле Джимми Пейджа и Роберта Планта, является отличной прелюдией для сказочного путешествия. Он отдельно отметил музыкальные партии пианистки Куми Таниоки, которая, по мнению журналиста, продемонстрировала «замечательные навыки импровизации». Положительной оценки удостоилась и работа композитора Лауры Шигихары, которая ранее писала саундтрек Plants vs. Zombies. Лаура не только занималась аранжировкой, но и исполняла партии принцессы Шалы; журналист посчитал её голос «идеально подходящим» для этой роли. «Шигихара даже изобрела псевдоязык для композиции „Schala’s Theme“. […] Она выражает самые потаённые мысли принцессы, но мы можем лишь гадать, что эти слова значат на самом деле… хотя в них, определённо, есть смысл», — восхищается обозреватель. Он заключает, что To Far Away Times — замечательный альбом, но всё же хотелось бы услышать аранжировку других песен оригинального саундтрека Chrono Cross. «Я рассчитываю на вас, Мицуда-сан», — так завершается обзор. Рецензент Original Sound Version также похвалил альбом. Он особенно отметил композиции «Wind Scene», от которой «просто захватывает дух», и «Corridors of Time», вокал в которой придаёт песне кельтское звучание, особенно подходящее Фрогу. В резюме в обзору, журналист отмечает, что хотя альбом всё-таки мог бы быть подлинее, работа Ясунори Мицуды достойна уважения.
| №                   | Название | Длительность |
| ------------------- | --- | ------------ |
| 1.                  | «Time's Scar (яп. 時の傷痕 ～ハジマリノ 鼓動～)» (Аранжировка: Томохико Кира / Вокал: Коко Коминэ)                                                 | 4:47         |
| 2.                  | «RADICAL DREAMERS» (Аранжировка: Сатико Мияно / Вокал: Сара Элейнн)                                                                                | 5:31         |
| 3.                  | «Wind Scene (яп. 風の憧憬)» (Аранжировка: Куми Таниока и Сатико Мияно)                                                                             | 4:28         |
| 4.                  | «Schala's Theme (яп. サラのテーマ)» (Аранжировка: Ясунори Мицуда и Лаура Шигихара / Вокал: Лаура Шигихара)                                         | 4:07         |
| 5.                  | «The Frozen Flame (яп. 凍てついた炎)» (Аранжировка: Нацуми Камэока)                                                                                | 3:21         |
| 6.                  | «Marbule (яп. マブーレ)» (Сочинение и аранжировка: Ясунори Мицуда)                                                                                 | 4:01         |
| 7.                  | «The Bend of Time (яп. 次元の狭間)» (Аранжировка: Нацуми Камэока)                                                                                  | 3:35         |
| 8.                  | «Corridors of Time (яп. 時の回廊)» (Аранжировка: Ясунори Мицуда и Лаура Шигихара / Вокал: Лаура Шигихара)                                          | 3:54         |
| 9.                  | «On The Other Side Epilogue~To Good Friends (яп. エピローグ～親しき仲間へ)» (Аранжировка: Kazune Ogihara и Лаура Шигихара / Вокал: Лаура Шигихара) | 4:12         |
| 10.                 | «To Far Away Times (яп. ハルカナルトキノカナタヘ)» (Аранжировка: Сатико Мияно / Вокал: Сара Элейнн)                                                | 4:36         |
| Общая длительность: | Общая длительность: | 42:32        |

## Признание и охват

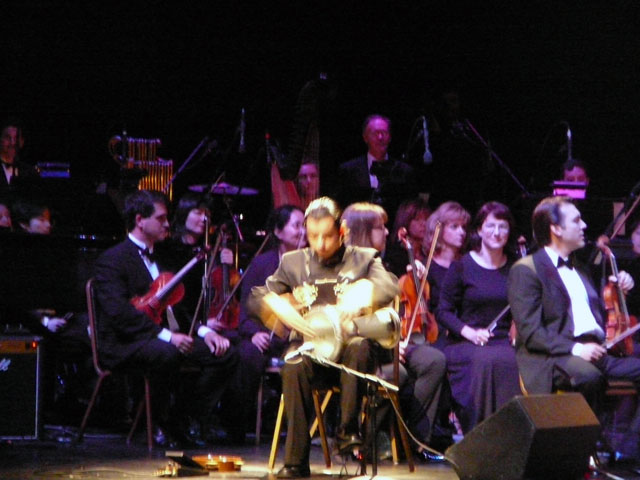
Баррак, Рони исполняет одну из мелодий саундтрека Chrono Cross на концерте Play!

Главная тема Chrono Trigger на пятом концерте серии Orchestral Game Music Concerts в 1996 году; запись выступления была издана на соответствующем альбоме
. Ясунори Мицуда сделал аранжировку некоторых песен из саундтрека (главной темы, «Frog’s Theme» и «To Far Away Times») для концертов Play! A Video Game Symphony в 2006 году, на которых исполняются мелодии из различных видеоигр. Музыка Chrono Trigger исполнялась и на других концертах, таких как Video Games Live. Исполненная музыка из Trigger и Cross составила четвёртую часть на концертах Symphonic Fantasies в Лейпциге в сентябре 2009 года, на которых играли создатели Symphonic Game Music Concert под дирижированием Эрни Рота (англ. Arnie Roth). Были сыграны такие песни как «A Premonition», «Battle with Magus», «Chrono Trigger», «Peaceful Days», «Outskirts of Time», «Frog’s Theme» и «To Far Away Times», а также набор саундтреков к битвам с боссами, которые составили композицию «Lavos’ Theme». «Crono’s Theme» исполнялась на концертах Press Start -Symphony of Games- 2007 в Иокогаме и Осаке (Япония), а в следующем году в рамках этого же концерта в Токио и Шанхае была сыграна музыка Trigger и Cross.
Была сделана аранжировка для пианино песен с альбома Chrono Trigger Original Sound Version (издана компанией DOREMI Music Publishing). Многие фанаты делали ремиксы саундтрека Chrono Trigger, в результате чего появилось несколько соответствующих альбомов, в частности, официальный Time & Space - A Tribute to Yasunori Mitsuda, выпущенный 7 октября 2001 года компанией OneUp Studios. Этот релиз содержит 18 треков общей длительностью 1 час 58 секунд; вторая версия альбома увидела свет 17 июня 2003 года. Другим популярным релизом стал Chrono Symphonic — неофициальный альбом, доступный только для загрузки через интернет, созданный веб-сайтом OverClocked ReMix 3 января 2006 года; он содержит 25 треков на двух «дисках». Подборки ремиксов выпускаются и в Японии.